# 上條信
上條 信（かみじょう しん、1884年（明治17年）10月3日 - 1950年（昭和25年）10月8日）は、日本の実業家、政治家。筑摩鉄道（現・アルピコ交通上高地線）やバス事業を始め、多くの事業経営に携わった他、戦前・戦後に新村村長・長野県会議員・衆議院議員をも務めた。

## 生涯
長野県東筑摩郡新村（現松本市）で元衆議院議員の上條謹一郎の長男として生まれる。
松本中学校から早稲田大学に進み、のち帰郷して家を継いだ。1913年に新村村長になる。上条を中心とする有志が、1915年（大正4年）に 安筑軽便鉄道として、松本 - 稲核間の鉄道敷設免許を出願するも却下された。次いで、1918年に安曇鉄道が、松本 - 稲核間の鉄道敷設免許を出願するも却下される。さらに、1919年7月に筑摩鉄道として、松本 - 龍島間19kmの免許を出願し、同12月に認可を受けた。1921年（大正10年）10月2日に松本 - 新村間6.2kmを開業、翌1922年9月26日に波多 - 島々間4.6kmを開業させた。さらに、1924年4月19日には、松本-浅間間の浅間線を全区間開業させた。上条はこの他、株式会社東筑電気を設立し、筑摩自動車を創設して乗合自動車事業でバス路線を拡張、各種の事業を興し、銀行などに役員として関わった。1950年（昭和25年）10月8日に逝去、享年67。

## 親族
- 義甥:武夫 ( 信州銀行、上伊那銀行、取締役 湯澤源助 の養子、源助の妻は信の姉。武夫の実父は 貴族院多額納税者議員 依田仙右衛門)
- 妹の夫:飯島正一 (衆議院議員)
- 姉の夫:丸山盛雄 (衆議院議員)
- 妻: 猪於惠( 十七銀行取締役 吉川芳太郎娘、叔伯母の義娘は貴族院多額納税者議員 小林暢娘)

## 年譜
- 1904年（明治37年） - 松本中学校を卒業する。
- 1913年（大正2年） - 新村村長になる。
- 1919年（大正8年）12月 - 筑摩鉄道として、松本駅 - 龍島駅間の19kmの鉄道免許を受ける。
- 1921年（大正10年）10月2日 - 松本駅 - 新村駅間の6.2kmを開業する。
- 1922年（大正11年）9月26日 - 波多駅 - 島々駅の間4.6kmを開業する。
- 1924年（大正13年）4月19日 - 松本駅 - 浅間駅間の浅間線を開業する。
- 1928年（昭和3年） - 衆議院議員に当選し、筑摩電気鉄道社長を辞任、伊原五郎兵衛に託す[4]。
- 1950年（昭和25年）10月8日 - 逝去、享年67。